# خديجتو بنت أحمد
خديجتو بنت أحمد وتُعرف أحيانا باسم خديجة منت أحمد عيشة من مواليد بوتلميت، هي سياسية موريتانية شغلت عام 1987 منصب وزيرة الصناعة والمناجم. زادت شهرتها بعدما أصبحت أول سيدة موريتانية تعمل في مجلس الوزراء.
عيّنَ الرئيس الموريتاتي السيّد معاوية ولد سيدي أحمد الطايع في عام 1987 ثلاث نساء في منصب مهم في مجلس الوزراء وذلك «لتصحيح عدد لا يحصى من الأخطاء الإدارية التي ارتُكبت في الماضي». حينها عُيّنت بنت أحمد كوزيرة للمناجم والصناعات فيما حصلت للا مريم بنت مولاي على منصب مساعدة مدير الديوان الرئاسي أمّا ضياء طبر فقد أصبحت الأمينة العامة لوزارة الصحة والشؤون الاجتماعية. استمرت في ولايتها حتى عام 1990.
تحدث المدوّن والناقد الاجتماعي عباس إبراهيم إلى الصحافة الدولية فقال:
 يبدو أن البلاد [يقصد موريتانيا] قد قطعت شوطا طويلا منذ أن عينت أول امرأة في منصب وزيرة في عام 1987. منذ ذلك الحين تسارعت وتيرة التحضر وزيادة التأثير الخارجي التي جاءت مع التحديث الاقتصادي ... كل هذا ساهمَ في تحري النمطية والعرف ... وهكذا ترى العديد من النساء يُمارسن حاليَا الأعمال التجارية أو غير ذلك من وظائف التي كانت حكرا على الرجال